# Лукко (хоккейный клуб)
«Лу́кко» (фин. Lukko — висячий замок) — финский хоккейный клуб из города Раума, выступает в Лииге. Основан в 1936 году.

## Достижения
СМ-Лига
- Золото: 1963, 2021
- Серебро: 1961, 1966, 1988
- Бронза: 1965, 1969, 1994, 1996

## Известные игроки
- Марк Бомерсбэк
- Анти Лааксонен
- Владимир Мышкин
- Дуэйн Ролосон
- Янис Спруктс
- Янне Нискала
- Петри Веханен